# Tribalj
Tribalj – wieś w Chorwacji, w żupanii primorsko-gorskiej, w gminie Vinodolska. W 2011 roku liczyła 621 mieszkańców.